# 1927 في المملكة المتحدة
فيما يلي قوائم الأحداث التي وقعت خلال عام 1927 في المملكة المتحدة.

## سياسة

### انتهاء فترة المنصب
- 1 يناير – آرثر هندرسون Chief Whip of the Labour Party [الإنجليزية]‏.

## رياضة
- 1 يناير – بطولة ويمبلدون 1927

## ظهور
- 1 يناير – الأربعة الكبار كتاب من تأليف أجاثا كريستي.

## أفلام
من الأفلام التي صدرت هذه السنة في المملكة المتحدة:
- 14 فبراير – المستأجر: قصة من ضباب لندن من إخراج Alma Reville [الإنجليزية]‏، ألفريد هتشكوك.

## كتب
من الكتب التي صدرت هذه السنة في المملكة المتحدة:
- 1 يناير – الأربعة الكبار من تأليف أجاثا كريستي.
- 1 يناير – إلى المنارة من تأليف فرجينيا وولف.

## مواليد

### يناير
- 1 يناير – جيفري إيجلينتون كيميائي بريطاني.

### فبراير
- 1 فبراير – جيمي اندروز لاعب كرة قدم اسكتلندي.
- 18 فبراير – ألبرت كرو فيزيائي أمريكي.
- 23 فبراير – ويلي أورموند لاعب كرة قدم اسكتلندي.

### مارس
- 29 مارس – جون روبرت فين

### أبريل
- 16 أبريل – آلان جيلدارد درّاج طريق من المملكة المتحدة.
- 26 أبريل – آن مكلارين
- 29 أبريل – بيل سلاتر لاعب كرة قدم إنجليزي.

### مايو
- 4 مايو – تيري سكوت
- 31 مايو – مايكل دوغلاس غولدر أستاذ جامعي من المملكة المتحدة.

### يونيو
- 4 يونيو – جيفري بالمر ممثل إنجليزي.
- 8 يونيو – برندان سميث كهنوت من المملكة المتحدة.
- 10 يونيو – بيل ماكغري لاعب كرة قدم إنجليزي.
- 13 يونيو – برايان وايلد ممثل بريطاني.

### يوليو
- 3 يوليو – كين راسيل
- 3 يوليو – كين رولاندز ملاكم من المملكة المتحدة.
- 10 يوليو – دون ريفي لاعب ومدرب كرة قدم إنجليزي.
- 13 يوليو – بول أبليمان
- 16 يوليو – بوبي إيفانز لاعب ومدرب كرة قدم اسكتلندي.
- 30 يوليو – ريتشارد جونسون ممثل إنجليزي.

### أغسطس
- 2 أغسطس – لويس وايت لاعب كرة قدم من المملكة المتحدة.
- 9 أغسطس – روبرت شو

### سبتمبر
- 5 سبتمبر – مالكوم أليسون لاعب ومدرب كرة قدم إنجليزي.
- 19 سبتمبر – روزماري هاريس

### أكتوبر
- 7 أكتوبر – رونالد لينغ
- 14 أكتوبر – روجر مور ممثل بريطاني.

### نوفمبر
- 19 نوفمبر – كليف كورفيس

### ديسمبر
- 10 ديسمبر – راي آم متسابق دراجات نارية زيمبابوي.

## وفيات

### يناير
- 9 يناير – هيوستن ستيوارت تشامبرلين (مواليد 1855)
- 17 يناير – ماركوس صموئيل (مواليد 1853) رائد أعمال من المملكة المتحدة.
- 21 يناير – تشارلز وارن (مواليد 1840)
- 27 يناير – ويليام باتلر (مواليد 1860)

### يونيو
- 14 يونيو – جيروم كلابكا جيروم (مواليد 1859)

### يوليو
- 29 يوليو – فريدي ويلز (مواليد 1886) ملاكم من المملكة المتحدة.
- 31 يوليو – هاري جونستون (مواليد 1858)

### أغسطس
- 3 أغسطس – إدوارد تيتشنر (مواليد 1867) عالم نفس وفيلسوف أمريكي.
- 21 أغسطس – ويليام برنسايد (مواليد 1852) رياضياتي من المملكة المتحدة.

### أكتوبر
- 3 أكتوبر – مارتن ستانيسلاوس برينان (مواليد 1845) عالم فلك أمريكي.
- 12 أكتوبر – بنجامين جاكسون (مواليد 1846) عالم نبات بريطاني.